# 自由民主党内閣第一部会
自由民主党内閣第一部会（じゆうみんしゅとうないかくだいいちぶかい）は、自由民主党政務調査会内に設置されている組織のひとつである。

## 概要
2016年8月9日、自民党内閣部会を第一部会と第二部会に分割することが総務会で了承され、共に発足した。
第一部会の担当分野は以下の通りとなっている。
- 宮内庁、会計検査院、警察庁、食品安全、消費者庁、海洋政策、領土問題、防災、国土強靭化、産業競争力、少子化対策、サイバーセキュリティ、東京オリンピック・パラリンピック、一億総活躍、働き方改革、女性活躍、男女共同参画、拉致問題などに関する政策[1]

## 主な役職
- 部会長
- 部会長代理
- 副部会長